# Île de Bouc
L'île de Bouc est une ancienne île de France, dans les Bouches-du-Rhône, à Martigues. Située au débouché du canal de Caronte, face à Port-de-Bouc et baignée à l'ouest par le golfe de Fos, elle est progressivement intégrée au port de Lavera et rattachée au continent au cours des XIXe et XXe siècles. À son extrémité occidentale se trouve le fort de Bouc.